# Tiruvottiyur
Tiruvottiyur (o Tiruvattiyur) è una suddivisione dell'India, classificata come municipality, di 211.768 abitanti, situata nel distretto di Tiruvallur, nello stato federato del Tamil Nadu. In base al numero di abitanti la città rientra nella classe I (da 100.000 persone in su).

## Geografia fisica
La città è situata a 13° 9' 28 N e 80° 18' 15 E al livello del mare.

## Società

### Evoluzione demografica
Al censimento del 2001 la popolazione di Tiruvottiyur assommava a 211.768 persone, delle quali 108.938 maschi e 102.830 femmine. I bambini di età inferiore o uguale ai sei anni assommavano a 22.378, dei quali 11.441 maschi e 10.937 femmine. Infine, coloro che erano in grado di saper almeno leggere e scrivere erano 163.184, dei quali 89.701 maschi e 73.483 femmine.